# Monterey Grand Prix 2019
Navigation
Édition précédente Édition suivante
Le Grand Prix de Monterey 2019 (officiellement appelé 2019 WeatherTech Monterey Grand Prix) a été une course de voitures de sport organisée sur le WeatherTech Raceway Laguna Seca à Monterey en Californie, aux États-Unis qui s'est déroulée du 13 septembre 2019 au 15 septembre 2019. Il s'agissait de la onzième manche du championnat United SportsCar Championship 2019 et toutes les catégories de voitures du championnat ont participé à la course.

## Engagés
La liste officielle des engagés était composée de 32 voitures, dont 10 DPi, 2 LMP2, 8 en Grand Touring Le Mans et 12 en Grand Touring Daytona.

## Qualifications
| Pos. | Classe | N°  | Équipe                                                   | Pilote             | Temps        | Écart        |
| ---- | ------ | --- | -------------------------------------------------------- | ------------------ | ------------ | ------------ |
| 1    | DPi    | 7   | Acura Team Penske                                        | Ricky Taylor       | 1 m 15 s 035 |              |
| 2    | DPi    | 6   | Acura Team Penske                                        | Juan Pablo Montoya | 1 m 15 s 343 | + 0 s 308    |
| 3    | DPi    | 10  | Konica Minolta Cadillac DPi-V.R                          | Jordan Taylor      | 1 m 15 s 488 | + 0 s 453    |
| 4    | DPi    | 77  | Mazda Team Joest                                         | Tristan Nunez      | 1 m 15 s 517 | + 0 s 482    |
| 5    | DPi    | 31  | Whelen Engineering Racing                                | Felipe Nasr        | 1 m 15 s 610 | + 0 s 575    |
| 6    | DPi    | 55  | Mazda Team Joest                                         | Jonathan Bomarito  | 1 m 15 s 728 | + 0 s 693    |
| 7    | DPi    | 5   | Mustang Sampling Racing                                  | Filipe Albuquerque | 1 m 15 s 757 | + 0 s 722    |
| 8    | DPi    | 85  | JDC Miller Motorsports                                   | Mikhail Goikhberg  | 1 m 16 s 176 | + 1 s 141    |
| 9    | DPi    | 84  | JDC Miller Motorsports                                   | Simon Trummer      | 1 m 16 s 348 | + 1 s 313    |
| 10   | LMP2   | 38  | Performance Tech Motorsports                             | Kyle Masson        | 1 m 16 s 817 | + 1 s 782    |
| 11   | LMP2   | 52  | PR1/Mathiasen Motorsports                                | Matt McMurry       | 1 m 17 s 618 | + 2 s 583    |
| 12   | DPi    | 54  | CORE Autosport                                           | Jonathan Bennett   | 1 m 17 s 661 | + 2 s 626    |
| 13   | GTLM   | 24  | BMW Team RLL                                             | Jesse Krohn        | 1 m 21 s 557 | + 6 s 522    |
| 14   | GTLM   | 66  | Ford Chip Ganassi Racing                                 | Dirk Müller        | 1 m 21 s 684 | + 6 s 649    |
| 15   | GTLM   | 25  | BMW Team RLL                                             | Tom Blomqvist      | 1 m 21 s 891 | + 6 s 856    |
| 16   | GTLM   | 912 | Porsche GT Team                                          | Laurens Vanthoor   | 1 m 21 s 942 | + 6 s 907    |
| 17   | GTLM   | 67  | Ford Chip Ganassi Racing                                 | Ryan Briscoe       | 1 m 21 s 999 | + 6 s 964    |
| 18   | GTLM   | 3   | Corvette Racing                                          | Jan Magnussen      | 1 m 22 s 026 | + 6 s 991    |
| 19   | GTLM   | 4   | Corvette Racing                                          | Oliver Gavin       | 1 m 22 s 161 | + 7 s 126    |
| 20   | GTLM   | 911 | Porsche GT Team                                          | Nick Tandy         | 1 m 22 s 295 | + 7 s 260    |
| 21   | GTD    | 48  | Paul Miller Racing                                       | Corey Lewis        | 1 m 24 s 962 | + 9 s 927    |
| 22   | GTD    | 86  | Meyer Shank Racing avec Curb Agajanian Performance Group | Trent Hindman      | 1 m 25 s 063 | + 10 s 028   |
| 23   | GTD    | 63  | WeatherTech Racing                                       | Cooper MacNeil     | 1 m 25 s 118 | + 10 s 083   |
| 24   | GTD    | 9   | Pfaff Motorsports                                        | Zacharie Robichon  | 1 m 25 s 165 | + 10 s 130   |
| 25   | GTD    | 96  | Turner Motorsport                                        | Robby Foley        | 1 m 25 s 165 | + 10 s 130   |
| 26   | GTD    | 76  | Compass Racing                                           | Matt Plumb (en)    | 1 m 25 s 204 | + 10 s 169   |
| 27   | GTD    | 57  | Heinricher Racing avec Meyer Shank Racing                | Christina Nielsen  | 1 m 25 s 311 | + 10 s 276   |
| 28   | GTD    | 33  | Mercedes-AMG Team Riley Motorsports                      | Ben Keating        | 1 m 25 s 678 | + 10 s 643   |
| 29   | GTD    | 14  | AIM Vasser-Sullivan                                      | Richard Heistand   | 1 m 26 s 180 | + 11 s 145   |
| 30   | GTD    | 44  | Magnus Racing                                            | John Potter        | 1 m 26 s 414 | + 11 s 379   |
| 31   | GTD    | 12  | AIM Vasser-Sullivan                                      | Frankie Montecalvo | 1 m 26 s 466 | + 11 s 431   |
| 32   | GTD    | 73  | Park Place Motorsports                                   | Temps annulé       | Temps annulé | Temps annulé |

## Course

### Classement de la course
- Les vainqueurs de chaque catégorie sont signalés par un fond jauni.

| Pos | Classe | no  | Écurie                                                   | Pilotes                            | Châssis                         | Tours | Temps             |
| Pos | Classe | no  | Écurie                                                   | Pilotes                            | Moteur                          | Tours | Temps             |
| --- | ------ | --- | -------------------------------------------------------- | ---------------------------------- | ------------------------------- | ----- | ----------------- |
| 1   | DPi    | 6   | Acura Team Penske                                        | Dane Cameron Juan Pablo Montoya    | Acura ARX-05                    | 121   | 2 h 41 m 11 s 681 |
| 1   | DPi    | 6   | Acura Team Penske                                        | Dane Cameron Juan Pablo Montoya    | Acura AR35TT 3,5 l V6 Turbo     | 121   | 2 h 41 m 11 s 681 |
| 2   | DPi    | 7   | Acura Team Penske                                        | Hélio Castroneves Ricky Taylor     | Acura ARX-05                    | 121   | + 9 s 784         |
| 2   | DPi    | 7   | Acura Team Penske                                        | Hélio Castroneves Ricky Taylor     | Acura AR35TT 3,5 l V6 Turbo     | 121   | + 9 s 784         |
| 3   | DPi    | 31  | Whelen Engineering Racing                                | Felipe Nasr Pipo Derani            | Cadillac DPi-V.R                | 121   | + 19 s 131        |
| 3   | DPi    | 31  | Whelen Engineering Racing                                | Felipe Nasr Pipo Derani            | Cadillac 5,5 l V8 Atmo          | 121   | + 19 s 131        |
| 4   | DPi    | 10  | Konica Minolta Cadillac DPi-V.R                          | Renger van der Zande Jordan Taylor | Cadillac DPi-V.R                | 121   | + 20 s 122        |
| 4   | DPi    | 10  | Konica Minolta Cadillac DPi-V.R                          | Renger van der Zande Jordan Taylor | Cadillac 5,5 l V8 Atmo          | 121   | + 20 s 122        |
| 5   | DPi    | 5   | Mustang Sampling Racing                                  | João Barbosa Filipe Albuquerque    | Cadillac DPi-V.R                | 121   | + 23 s 543        |
| 5   | DPi    | 5   | Mustang Sampling Racing                                  | João Barbosa Filipe Albuquerque    | Cadillac 5,5 l V8 Atmo          | 121   | + 23 s 543        |
| 6   | DPi    | 77  | Mazda Team Joest                                         | Oliver Jarvis Tristan Nunez        | Mazda RT24-P                    | 121   | + 24 s 349        |
| 6   | DPi    | 77  | Mazda Team Joest                                         | Oliver Jarvis Tristan Nunez        | Mazda MZ-2.0T 2,0 l I4 Turbo    | 121   | + 24 s 349        |
| 7   | DPi    | 54  | CORE Autosport                                           | Jonathan Bennett Colin Braun       | Nissan Onroak DPi               | 120   | + 1 tour          |
| 7   | DPi    | 54  | CORE Autosport                                           | Jonathan Bennett Colin Braun       | Nissan VR38DETT 3,8 l V6 Turbo  | 120   | + 1 tour          |
| 8   | DPi    | 85  | JDC Miller Motorsports                                   | Mikhail Goikhberg Tristan Vautier  | Cadillac DPi-V.R                | 119   | + 2 tours         |
| 8   | DPi    | 85  | JDC Miller Motorsports                                   | Mikhail Goikhberg Tristan Vautier  | Cadillac 5,5 l V8 Atmo          | 119   | + 2 tours         |
| 9   | DPi    | 84  | JDC Miller Motorsports                                   | Simon Trummer Stephen Simpson      | Cadillac DPi-V.R                | 119   | + 2 tours         |
| 9   | DPi    | 84  | JDC Miller Motorsports                                   | Simon Trummer Stephen Simpson      | Cadillac 5,5 l V8 Atmo          | 119   | + 2 tours         |
| 10  | LMP2   | 52  | PR1/Mathiasen Motorsports                                | Matt McMurry Dalton Kellett (en)   | Oreca 07                        | 117   | + 4 tours         |
| 10  | LMP2   | 52  | PR1/Mathiasen Motorsports                                | Matt McMurry Dalton Kellett (en)   | Gibson GK428 4,2 l V8 Atmo      | 117   | + 4 tours         |
| 11  | LMP2   | 38  | Performance Tech Motorsports                             | Cameron Cassels Kyle Masson        | Oreca 07                        | 116   | + 5 tours         |
| 11  | LMP2   | 38  | Performance Tech Motorsports                             | Cameron Cassels Kyle Masson        | Gibson GK428 4,2 l V8 Atmo      | 116   | + 5 tours         |
| 12  | GTLM   | 66  | Ford Chip Ganassi Racing                                 | Joey Hand Dirk Müller              | Ford GT                         | 114   | + 7 tours         |
| 12  | GTLM   | 66  | Ford Chip Ganassi Racing                                 | Joey Hand Dirk Müller              | Ford EcoBoost 3,5 l V6 Turbo    | 114   | + 7 tours         |
| 13  | GTLM   | 24  | BMW Team RLL                                             | Jesse Krohn John Edwards           | BMW M8 GTE                      | 114   | + 7 tours         |
| 13  | GTLM   | 24  | BMW Team RLL                                             | Jesse Krohn John Edwards           | BMW S63 4,0 l V8 Bi-Turbo       | 114   | + 7 tours         |
| 14  | GTLM   | 3   | Corvette Racing                                          | Antonio García Jan Magnussen       | Chevrolet Corvette C7.R         | 114   | + 7 tours         |
| 14  | GTLM   | 3   | Corvette Racing                                          | Antonio García Jan Magnussen       | Chevrolet LT 5,5 l V8 Atmo      | 114   | + 7 tours         |
| 15  | GTLM   | 4   | Corvette Racing                                          | Oliver Gavin Tommy Milner          | Chevrolet Corvette C7.R         | 114   | + 7 tours         |
| 15  | GTLM   | 4   | Corvette Racing                                          | Oliver Gavin Tommy Milner          | Chevrolet LT 5,5 l V8 Atmo      | 114   | + 7 tours         |
| 16  | GTLM   | 25  | BMW Team RLL                                             | Tom Blomqvist Connor De Phillippi  | BMW M8 GTE                      | 114   | + 7 tours         |
| 16  | GTLM   | 25  | BMW Team RLL                                             | Tom Blomqvist Connor De Phillippi  | BMW S63 4,0 l V8 Bi-Turbo       | 114   | + 7 tours         |
| 17  | GTLM   | 67  | Ford Chip Ganassi Racing                                 | Ryan Briscoe Richard Westbrook     | Ford GT                         | 114   | + 7 tours         |
| 17  | GTLM   | 67  | Ford Chip Ganassi Racing                                 | Ryan Briscoe Richard Westbrook     | Ford EcoBoost 3,5 l V6 Turbo    | 114   | + 7 tours         |
| 18  | GTLM   | 912 | Porsche GT Team                                          | Earl Bamber Laurens Vanthoor       | Porsche 911 RSR                 | 113   | + 8 tours         |
| 18  | GTLM   | 912 | Porsche GT Team                                          | Earl Bamber Laurens Vanthoor       | Porsche 4,0 l Flat-6 Atmo       | 113   | + 8 tours         |
| 19  | GTLM   | 911 | Porsche GT Team                                          | Patrick Pilet Nick Tandy           | Porsche 911 RSR                 | 113   | + 8 tours         |
| 19  | GTLM   | 911 | Porsche GT Team                                          | Patrick Pilet Nick Tandy           | Porsche 4,0 l Flat-6 Atmo       | 113   | + 8 tours         |
| 20  | GTD    | 48  | Paul Miller Racing                                       | Bryan Sellers Corey Lewis          | Lamborghini Huracán GT3 Evo     | 110   | + 11 tours        |
| 20  | GTD    | 48  | Paul Miller Racing                                       | Bryan Sellers Corey Lewis          | Lamborghini 5,2 l V10 Atmo      | 110   | + 11 tours        |
| 21  | GTD    | 63  | WeatherTech Racing                                       | Cooper MacNeil Toni Vilander       | Ferrari 488 GT3                 | 110   | + 11 tours        |
| 21  | GTD    | 63  | WeatherTech Racing                                       | Cooper MacNeil Toni Vilander       | Ferrari F154CB 3,9 l V8 Turbo   | 110   | + 11 tours        |
| 22  | GTD    | 44  | Magnus Racing                                            | Andy Lally John Potter             | Lamborghini Huracán GT3 Evo     | 109   | + 12 tours        |
| 22  | GTD    | 44  | Magnus Racing                                            | Andy Lally John Potter             | Lamborghini 5,2 l V10 Atmo      | 109   | + 12 tours        |
| 23  | GTD    | 9   | Pfaff Motorsports                                        | Scott Hargrove Zacharie Robichon   | Porsche 911 GT3 R               | 109   | + 12 tours        |
| 23  | GTD    | 9   | Pfaff Motorsports                                        | Scott Hargrove Zacharie Robichon   | Porsche 4,0 l Flat-6 Atmo       | 109   | + 12 tours        |
| 24  | GTD    | 33  | Mercedes-AMG Team Riley Motorsports                      | Jeroen Bleekemolen Ben Keating     | Mercedes-AMG GT3                | 109   | + 12 tours        |
| 24  | GTD    | 33  | Mercedes-AMG Team Riley Motorsports                      | Jeroen Bleekemolen Ben Keating     | Mercedes-AMG M159 6,2 l V8      | 109   | + 12 tours        |
| 25  | GTD    | 57  | Heinricher Racing avec Meyer Shank Racing                | Katherine Legge Christina Nielsen  | Acura NSX GT3 Evo               | 109   | + 12 tours        |
| 25  | GTD    | 57  | Heinricher Racing avec Meyer Shank Racing                | Katherine Legge Christina Nielsen  | Acura 3,5 l V6 Turbo            | 109   | + 12 tours        |
| 26  | GTD    | 96  | Turner Motorsport                                        | Bill Auberlen Robby Foley          | BMW M6 GT3                      | 109   | + 12 tours        |
| 26  | GTD    | 96  | Turner Motorsport                                        | Bill Auberlen Robby Foley          | BMW P63 4,4 l V8 Turbo          | 109   | + 12 tours        |
| 27  | GTD    | 86  | Meyer Shank Racing avec Curb Agajanian Performance Group | Mario Farnbacher Trent Hindman     | Acura NSX GT3 Evo               | 108   | + 13 tours        |
| 27  | GTD    | 86  | Meyer Shank Racing avec Curb Agajanian Performance Group | Mario Farnbacher Trent Hindman     | Acura 3,5 l V6 Turbo            | 108   | + 13 tours        |
| 28  | GTD    | 14  | AIM Vasser-Sullivan                                      | Richard Heistand Jack Hawksworth   | Lexus RC F GT3                  | 108   | + 13 tours        |
| 28  | GTD    | 14  | AIM Vasser-Sullivan                                      | Richard Heistand Jack Hawksworth   | Lexus 5,0 l V8                  | 108   | + 13 tours        |
| 29  | GTD    | 76  | Compass Racing                                           | Matt Plumb (en) Paul Holton        | McLaren 720S GT3                | 108   | + 13 tours        |
| 29  | GTD    | 76  | Compass Racing                                           | Matt Plumb (en) Paul Holton        | McLaren M840T 4,0 l V8 Bi-Turbo | 108   | + 13 tours        |
| 30  | GTD    | 12  | AIM Vasser-Sullivan                                      | Frankie Montecalvo Townsend Bell   | Lexus RC F GT3                  | 106   | + 15 tours        |
| 30  | GTD    | 12  | AIM Vasser-Sullivan                                      | Frankie Montecalvo Townsend Bell   | Lexus 5,0 l V8                  | 106   | + 15 tours        |
| 31  | DPi    | 55  | Mazda Team Joest                                         | Jonathan Bomarito Harry Tincknell  | Mazda RT24-P                    | 87    | Abandon           |
| 31  | DPi    | 55  | Mazda Team Joest                                         | Jonathan Bomarito Harry Tincknell  | Mazda MZ-2.0T 2,0 l I4 Turbo    | 87    | Abandon           |
| 32  | GTD    | 73  | Park Place Motorsports                                   | Patrick Lindsey Patrick Long       | Porsche 911 GT3 R               |       | Non Partant       |
| 32  | GTD    | 73  | Park Place Motorsports                                   | Patrick Lindsey Patrick Long       | Porsche 4,0 l Flat-6 Atmo       |       | Non Partant       |

## Pole position et record du tour
- Pole position :  Ricky Taylor (#7 Acura Team Penske) en 1 min 15 s 035
- Meilleur tour en course :  Juan Pablo Montoya (#7 Acura Team Penske) en 1 min 16 s 661

## Tours en tête
- no 7 Acura ARX-05 - Acura Team Penske : 38 tours (1-25 / 29-41)[4]
- no 77 Mazda RT24-P - Mazda Team Joest : 7 tours (26-28 / 57-60)
- no 6 Acura ARX-05 - Acura Team Penske: 75 tours (42-55 / 61-121)
- no 10 Cadillac DPi-V.R - Konica Minolta Cadillac DPi-V.R : 1 tour (56)

## À noter
- Longueur du circuit : 2,24 mi
- Distance parcourue par les vainqueurs : 271,04 mi